# Súber
El súber és el teixit vegetal mort que protegeix d'altres teixits de l'interior d'una planta sigui per deshidratació, danys mecànics, insectes o herbívors. El súber, juntament amb el càmbium suberós i el floema formen l'escorça del tronc.
La majoria de les plantes no només tindrà una major alçada amb l'edat, sinó també creixerà en diàmetre. El procés pel qual les plantes amb flor augmenten el gruix dels seus troncs, tiges, branques i arrels, es coneix com a creixement secundari. Els teixits vegetals involucrats en aquest procés s'anomenen teixits secundaris. Les cèl·lules del súber, que moren ben aviat, són de dimensions petites, tabulars, amb les parets cel·lulars impregnades del biopolímer suberina, i disposades radialment i de manera compacta. El súber dona lloc al suro, material que és extraordinàriament impermeable a l'aigua i als gasos i constitueix un bon aïllant tèrmic. A la vegada dificulta la penetració dels fongs i dels paràsits animals.
El biopolímer suberina que caracteritza el súber, es basa en un complex de glicerol i d'una gran cadena de polièster α, ω-diàcid i ω-hidroxi àcids. La suberina és present en totes les cèl·lules del súber, el que representa fins a un 50% de la composició química de les seves parets cel·lulars. Algunes plantes tenen quantitats importants de cèl·lules suberoses, un dels més coneguts és l'alzina surera del qual se n'extreu el suro.